# James A. Michener

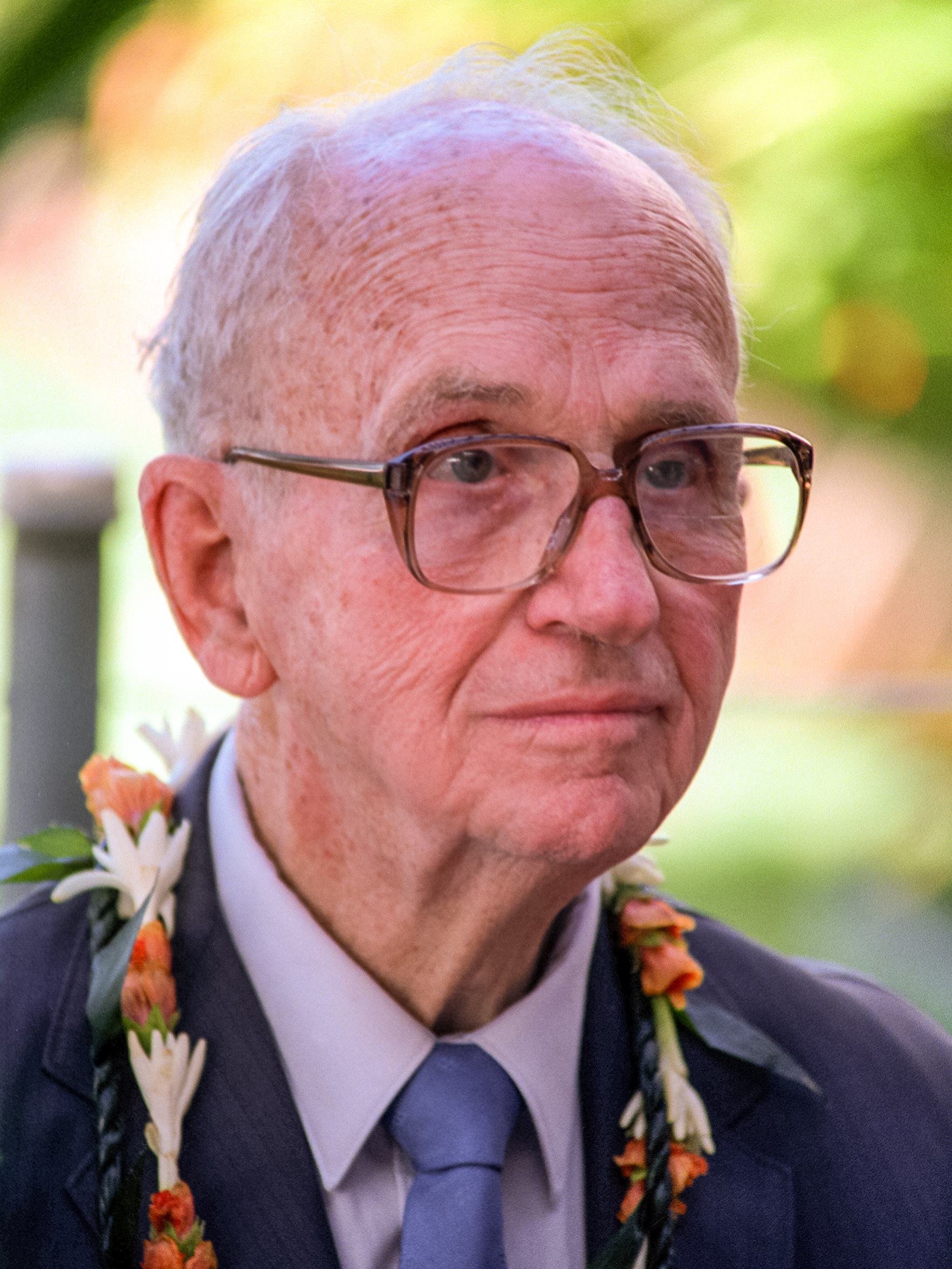
James A. Michener, 1991

James Albert Michener (* 3. Februar 1907 in New York City; † 16. Oktober 1997 in Austin, Texas) war ein US-amerikanischer Schriftsteller.

## Leben

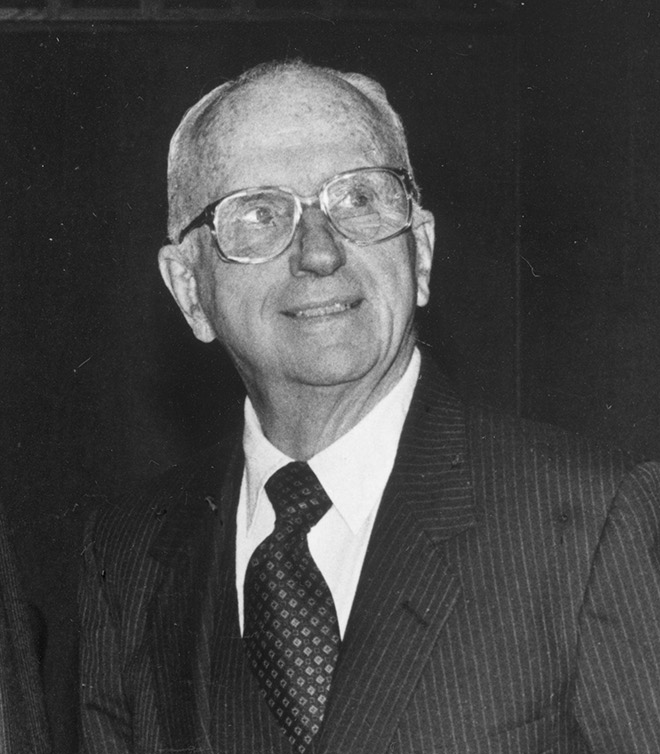
Michener, 1985

James Micheners Eltern sind unbekannt. Laut seinen Papieren wurde er am 3. Februar 1907 in New York geboren, jedoch sind tatsächlich weder sein Geburtsdatum noch sein Geburtsort bekannt.
Als Waise wuchs Michener bei seiner Pflegemutter Mabel Michener in Doylestown, Pennsylvania auf. Er arbeitete zunächst als Lehrer und als Lektor. Im Zweiten Weltkrieg, während seines Einsatzes im Südpazifik, entstand auf der vanuatuischen Insel Espiritu Santo sein erstes Buch Die Südsee, eine Sammlung von lose zusammenhängenden Kurzgeschichten. Für dieses Buch erhielt er 1948 den Pulitzer-Preis. 

Später wurde daraus das Broadway-Musical South Pacific.
James A. Michener schrieb zahlreiche weitere Bücher, zum großen Teil historische Romane, von denen sich viele mit dem Leben in einem bestimmten Land oder US-Bundesstaat von den Anfängen bis zur Gegenwart beschäftigen. Diese Romane basieren auf historisch korrekten Informationen, während die meisten Hauptfiguren fiktiv sind. Während der Recherche für seine Werke reiste er viel und erforschte die von ihm beschriebenen Länder genau.
Viele seiner Werke, wie Hawaii und Colorado Saga wurden mit Weltstars wie Marlon Brando, Grace Kelly, James Garner, Charlton Heston, Julie Andrews, Max von Sydow, Richard Chamberlain, Lynn Redgrave, Timothy Dalton, Glenn Close und vielen anderen verfilmt, wobei in den meisten Fällen Michener selbst das Drehbuch schrieb. Michener schrieb außerdem die Drehbücher zu einer Reihe von Fernsehserien.
Im Laufe seines Lebens entwickelte sich Michener gemeinsam mit seiner Ehefrau Mari Sabusawa Michener zum großzügigen Philanthropen. Er spendete über 100 Millionen Dollar vor allem an Organisationen und Einrichtungen im Bildungs- und Kulturbereich wie Universitäten, Museen, Büchereien und Institutionen rund ums Schreiben.
1989 regte er bei seinem kanadischen Verlag McClelland and Stewart und dem Writers’ Trust of Canada an, die Erlöse seines Romans Journey (Klondike) in einen alljährlichen Preis einfließen zu lassen, der die beste Kurzgeschichte eines jungen Autors auszeichnet. Der Journey Prize gehört heute mit zu den wichtigsten kanadischen Literaturpreisen.
Michener starb an Urämie, nachdem er eine Woche vorher seine seit zwei Jahren durchgeführte Dialysebehandlung beendet hatte. Zur eigenmächtigen Beendigung der lebensnotwendigen Behandlung meinte Michener, er hätte im Leben erreicht, was er angestrebt und wolle weitere körperliche Komplikationen vermeiden. Seine drei Ehen waren kinderlos.

## Werke (Auswahl)
- Die Südsee – Erzählungen (englisch: Tales of the South Pacific) (1946)
- Rückkehr ins Paradies – Erzählungen (engl.: Return to Paradise) (1947)
- Frühlingsfeuer (engl.: The Fires of Spring) (1949)
- Die Brücken von Toko-Ri (engl.: Bridges at Toko-Ri) (1953)
- Sayonara (1954) 1957 von Joshua Logan unter dem Titel Sayonara mit Marlon Brando verfilmt
- Die Brücke von Andau (engl.: The Bridge at Andau) (1957); als Taschenbuch: Knaur Taschenbuch, München 1985 ISBN 3-426-01265-0
- Verdammt im Paradies – Erzählungen (engl.: Rascals in Paradise) (1957)
- Hawaii (1959)
- Karawanen der Nacht. Roman. (engl.: Caravans) (1963; 1978 als Der Herr der Karawane verfilmt)
- Die Quelle (engl.: The Source) (1965)
- Iberia (1968)
- Die Kinder von Torremolinos (engl.: The Drifters) (1971)
- Kent State (1971)
- Colorado Saga (engl.: Centennial) (1974)
- Die Bucht (engl.: Chesapeake) (1978)
- Verheißene Erde (engl.: The Covenant) (1980)
- Sternenjäger (engl.: Space) (1982)
- Mazurka (engl.: Poland) (1983)
- Texas (1985)
- Space – Ein Mann greift nach den Sternen (engl.: James A. Michener's Space) (1985), 5 tlg. Miniserie (oder 13 Folgen)
- Patrioten (engl.: Legacy) (1987)
- Alaska (1988)
- Klondike (engl.: Journey) (1989)
- Karibik (1989)
- Havanna gemeinsam mit John Kings (engl.: Six Days in Havanna) (1989)
- Der Adler und der Rabe (1990)
- Dresden, Pennsylvania (engl.: The Novel) (1991)
- Mexiko (1992)
- Endstation Florida (engl.: Recessional) (1994)

1992 erschien Die Welt ist mein Zuhause, ein autobiographisches Werk. Außerdem veröffentlichte er mit seiner letzten Ehefrau Mari Sabusawa Michener, einer gebürtigen Japanerin, einige Werke über japanische Farbholzschnitte und hatte verschiedene politische Ämter inne.

## Kunstsammlung
Michener und seine Ehefrau sammelten zeitgenössische amerikanische Kunst. Bedeutende Teile der Sammlung gingen als Schenkung an das Blanton Museum of Art der University of Texas at Austin. Daneben gibt es das 1988 gegründete James A. Michener Art Museum in Doylestown, Pennsylvania.